# Schloss Ottenburg

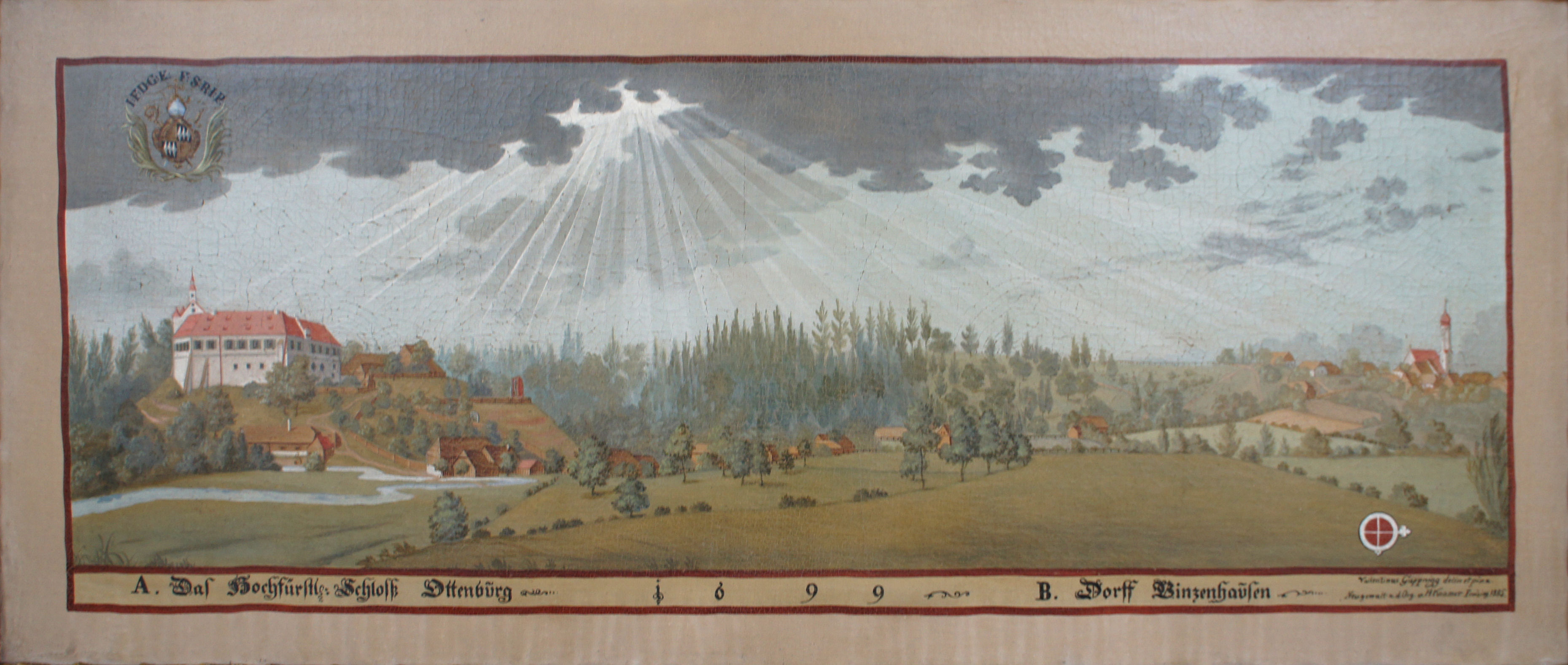
Schloss Ottenburg 1699 auf einem Gemälde im Fürstengang Freising. Rechts das Dorf Günzenhausen.

Schloss Ottenburg ist ein Schloss in Ottenburg in der Gemeinde Eching im oberbayerischen Landkreis Freising.

## Geschichte
Ottenburg wurde erstmals im Jahr 750 als „Outinpurg“ urkundlich erwähnt. Das seit mindestens 1070 bischöflich-freisingische Lehen war Stammsitz der Grafen von Ottenburg-Grögling. Um 1150/58 erfolgte der Ausbau der mittelalterlichen Höhenburg unter Bischof Otto von Freising. 1212 wurde Ottenburg durch den Erwerb von Eching und einem Hof in Günzenhausen zu einer geschlossenen Hofmark mit niederer Gerichtsbarkeit, auch Deutenhausen gehörte zur Hofmark. Der freisingische Pfleger hatte seinen Sitz im herrschaftlichen Schloss Ottenburg. 1632 verursachten die Schweden im Dreißigjährigen Krieg große Schäden. Ende des 17. Jahrhunderts wurde die Burg in ein „fürstbischöfliches Lustschloss“ umgebaut.

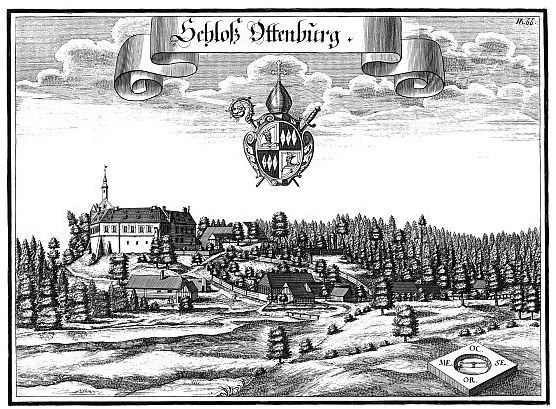
Kupferstich von Schloss Ottenburg von Michael Wening in der Topographia Bavariae um 1700

Mit der Säkularisation in Bayern kam das Schloss 1803 an das Kurfürstentum Bayern, das es 1804 an den Aufhebungskommissär Adam von Aretin weiterverkaufte. Von 1809 bis in die 1830er Jahre war es im Eigentum der Familie Hierl, die es an den königlichen Kreis- und Stadtgerichtsprotokollisten Joseph Zeiller in München († 7. April 1836 in München) verkaufte. Es erfolgte ein teilweiser Abriss des Schlosses. Die Baureste wurden in eine spätklassizistische Villa mit Walmdach umgestaltet. 1845 wurde die Schlosskapelle an der jetzigen Stelle neu errichtet. Das Schloss ist heute Privatbesitz.

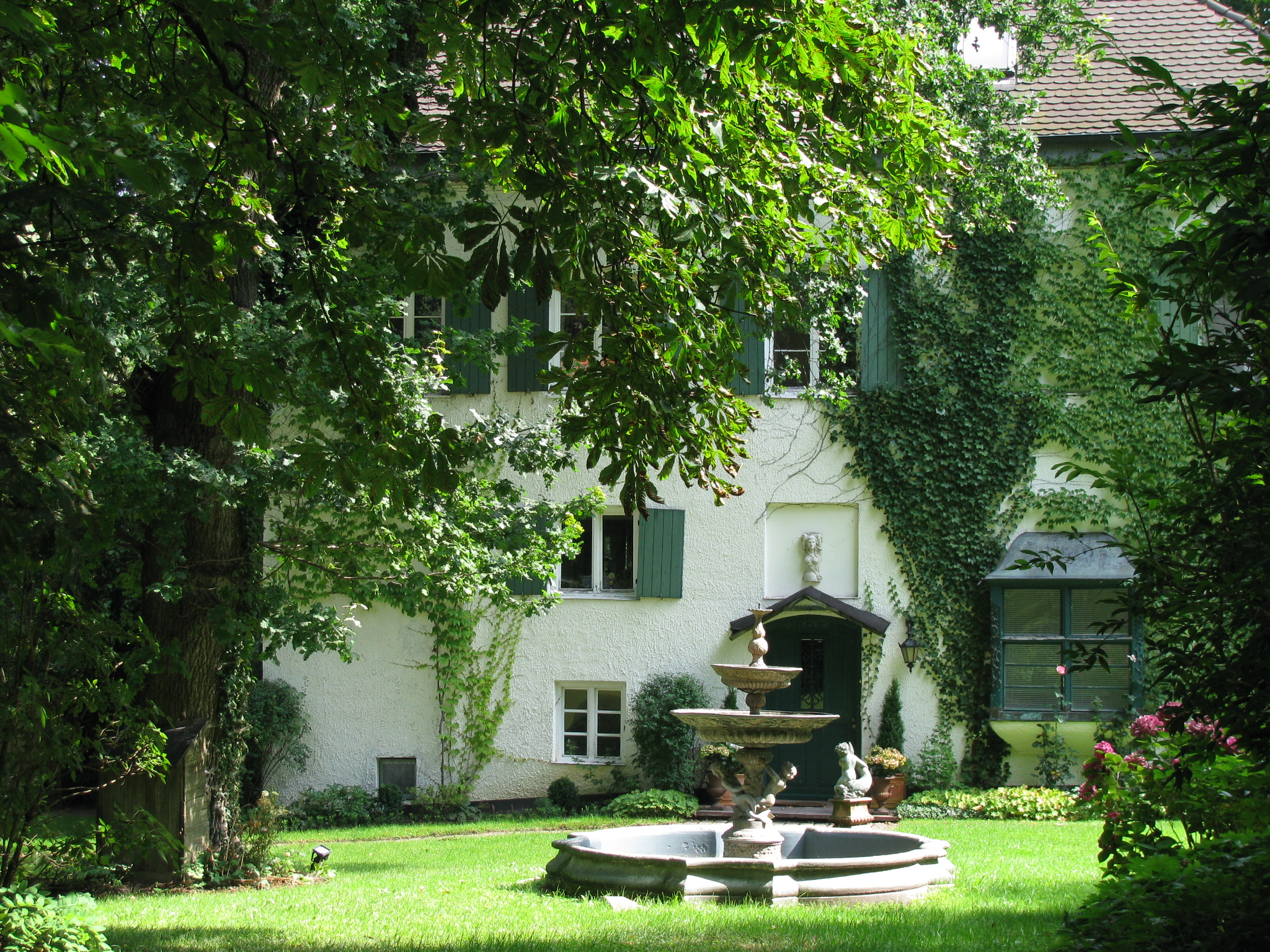
Ansicht von Südosten
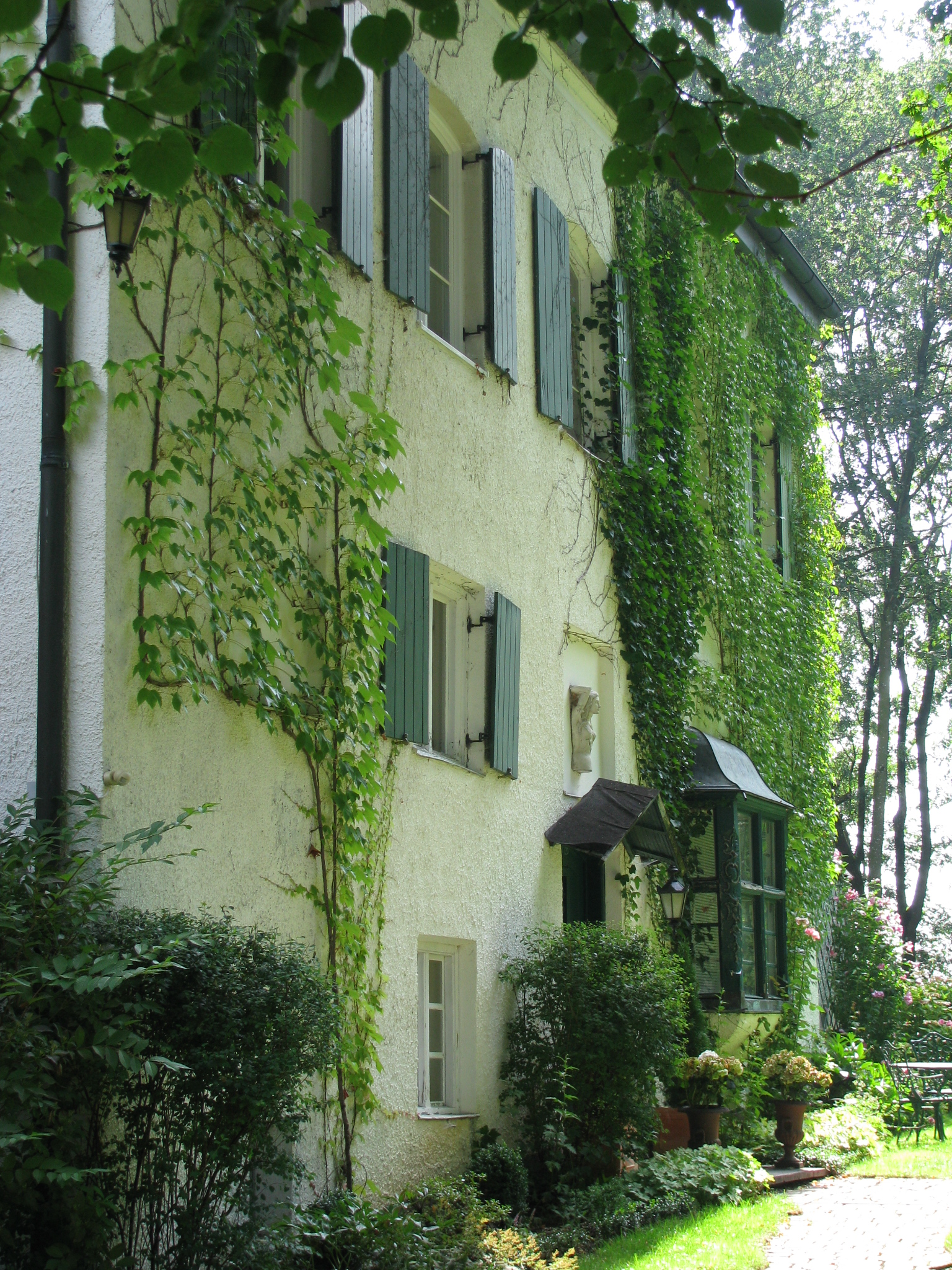
Südostfassade
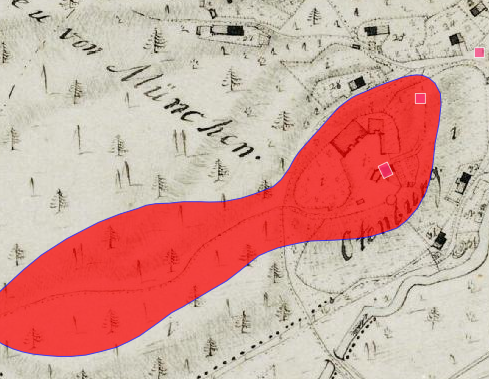
Lageplan von Schloss Ottenburg auf dem Urkataster von Bayern

## Beschreibung
Die ehemalige Höhenburg befand sich in Spornlage. Der Zugang erfolgte von Süden und war durch einen Halsgraben geschützt. Der heutige spätklassizistische Walmdachbau stammt aus dem 19. Jahrhundert, im Kern jedoch noch aus der Mitte des 12. Jahrhunderts.
Die Anlage ist unter der Aktennummer D-1-78-120-9 als denkmalgeschütztes Baudenkmal von Ottenburg verzeichnet. Ebenso wird sie als Bodendenkmal unter der Aktennummer D-1-7635-0033 im Bayernatlas als „Burgstall des hohen und späten Mittelalters ("Schloss Ottenburg")“ geführt.